# Grammy Latino de Melhor Álbum de Música Alternativa
O Grammy Latino de Melhor Álbum de Música Alternativa é um prêmio concedido anualmente pela Academia Latina da Gravação no Grammy Latino, uma cerimônia que reconhece a excelência e promove uma conscientização mais ampla da diversidade cultural e das contribuições de artistas latinos no mundo. De acordo com as definições das categorias regulamentadas pela Academia, a categoria é dedicada a premiar "álbuns alternativos vocais ou instrumentais contendo pelo menos 51% de material gravado recentemente. É concedido a artistas solo, duplas ou grupos".
Artistas mexicanos receberam o prêmio mais do que artistas de qualquer outro país, embora o prêmio também tenha sido concedido a artistas da Colômbia, dos Estados Unidos e da Venezuela. O prêmio foi concedido pela primeira vez ao grupo mexicano Café Tacvba pelo álbum Cuatro Caminos na cerimônia do 5º Grammy Latino realizada em 2004. Os artistas com o maior número de vitórias nesta categoria são: Café Tacvba, Natalia Lafourcade, Julieta Venegas e Aterciopelados com dois prêmios cada um. Com quatro indicações, a banda mexicana Kinky é a banda com mais indicações sem vitória.

## Vencedores e indicados
| Ano  | Artista                         | Obra                                   | Indicado(s) | Ref.   |
| ---- | ------------------------------- | -------------------------------------- | --- | ------ |
| 2004 | Café Tacuba                     | Cuatro Caminos                         | - Babasónicos – Infame - Kinky – Atlas - Ozomatli – Coming Up - Plastilina Mosh – Hola Chicuelos                                                              |        |
| 2005 | Ozomatli                        | Street Signs                           | - Circo – En El Cielo De Tu Boca - Ely Guerra – Sweet & Sour, Hot y Spicy - Los Amigos Invisibles – The Venezuelan Zinga Son, Vol. 1 - Los Rabanes – Ecolecua | [ 4 ]  |
| 2006 | Julieta Venegas                 | Limón y Sal                            | - Babasónicos – Anoche - Café Tacuba – Un Viaje - Nortec Collective – Tijuana Sessions Vol. 3 - Pastora – La Vida Moderna                                     | [ 5 ]  |
| 2007 | Aterciopelados                  | Oye                                    | - Kevin Johansen – Logo - Kinky – Reina - Vicentico – Los Pájaros - Zoé – Memo Rex Commander y el Corazón Atómico de la Vía Láctea                            | [ 6 ]  |
| 2008 | Julieta Venegas                 | MTV Unplugged                          | - Babasónicos – Mucho - Café Tacuba – Si No - Circo – Cursi - Manu Chao – La Radiolina                                                                        | [ 7 ]  |
| 2009 | Los Amigos Invisibles           | Comercial                              | - Babasónicos – Mucho + - Kinky – Barracuda - Novalima – Coba Coba - Zoé – Reptilectric                                                                       | [ 8 ]  |
| 2010 | Ely Guerra                      | Hombre Invisible                       | - Banda de Turistas – Magical Radiophonic Heart - Bengala – Oro - El Cuarteto de Nos – Bipolar - Perrozompopo – CPC (Canciones Populares Contestatarias)      | [ 9 ]  |
| 2011 | Zoé                             | MTV Unplugged/Música de Fondo          | - Doctor Krápula – Corazón Bombea/Vivo - Fidel Nadal – Forever Together - Carla Morrison – Mientras Tu Dormias - Mr. Pauer – Soundtrack                       | [ 10 ] |
| 2012 | Carla Morrison                  | Déjenme Llorar                         | - Lisandro Aristimuño – Mundo Anfibio - ChocQuibTown – Eso Es Lo Que Hay - Ulises Hadjis – Cosas Perdidas - Kinky – Sueño de la Máquina                       | [ 11 ] |
| 2013 | Natalia Lafourcade              | Mujer Divina – Homenaje a Agustín Lara | - Bomba Estéreo – Elegancia Tropical - Café Tacuba – El Objeto Antes Llamado Disco - Illya Kuryaki and the Valderramas – Chances - León Larregui – Solstis    | [ 12 ] |
| 2014 | Babasónicos                     | Romantisísmico                         | - Caloncho – Fruta - Los Cafres – Los Cafres - 25 Años De Música! - Siddhartha – El Vuelo Del Pez - Sig Ragga – Aquelarre                                     |        |
| 2015 | Natalia Lafourcade              | Hasta la Raíz                          | - Bomba Estéreo – Amanecer - Centavrvs – Sombras de Oro - Los Auténticos Decadentes – Y La Banda Sigue - Porter – Moctezuma                                   | [ 13 ] |
| 2016 | Illya Kuryaki & The Valderramas | L.H.O.N.                               | - Bebe – Cambio de Piel - Esteman – Caótica Belleza - Mon Laferte – Mon Laferte - Vol. 1 - Carla Morrison – Amor Supremo                                      | [ 14 ] |
| 2017 | Café Tacuba                     | Jei Beibi                              | - El Cuarteto de Nos – Apocalipsis Zombi - Mon Laferte – La Trenza - Sig Ragga – La Promesa de Thamar - Danay Suárez – Palabras Manuales                      |        |
| 2018 | Aterciopelados                  | Claroscura                             | - Dante Spinetta – Puñal - Telmary Diaz – Fuerza Arará - Vetusta Morla – Mismo Sitio, Distinto Lugar - Zoé – Aztlan                                           |        |
| 2019 | Mon Laferte                     | Norma                                  | - Alex Anwandter – Latinoamericana - Babasónicos – Discutible - Bandalos Chinos – BACH - Marilina Bertoldi – Prender Un Fuego                                 |        |
| 2020 | Cultura Profética               | Sobrevolando                           | - Hello Seahorse! – Disco Estimulante - LOUTA – 2030 - Lido Pimienta – Miss Colombia - Barbi Recanati – Ubicación en Tiempo Real                              | [ 15 ] |
| 2021 | Nathy Peluso                    | Calambre                               | - Arca – KiCk i - Aterciopelados – Tropiplop - Eduardo Cabra – Cabra - Café Tacvba – Un Segundo MTV Unplugged                                                 | [ 16 ] |
| 2022 | Rosalía                         | Motomami (Digital Album)               | - Afro-Andean Funk – The Sacred Leaf - Arca – KICK ii - Bomba Estéreo – Deja - CA7RIEL – El Disko                                                             | [ 17 ] |
| 2023 | Monsieur Periné                 | Bolero Apocalíptico                    | - Eduardo Cabra – Martínez - iLe – Nacarile - Dante Spinetta – Mesa Dulce - Zahara – Reputa                                                                   | [ 18 ] |